# TrapGold
TrapGold е втората миксирана лента на австралийската рапърка Иги Азалия. Издадена е на 11 октомври 2012 г. по официалния уебсайт на Иги Азалия. Продуцирана е от Дипло и FKi.

## История
На 28 септември 2012 г. Иги Азалия казва, че втората ѝ миксирана лента ще се нарича TrapGold и че ще я издаде на 11 октомври 2012 г. После тя издава видеото към песента Bac 2 Tha Future (My Time).Обложката и списъкът с песни на миксираната лента е издаден на 30 септември 2012 г.

## Списък с песни
| №   | Име                                             | Време |
| --- | ----------------------------------------------- | ----- |
| 1.  | Intro                                           | 0:49  |
| 2.  | Yo El Ray                                       | 2:47  |
| 3.  | Down South                                      | 4:16  |
| 4.  | Demons                                          | 3:26  |
| 5.  | Slo                                             | 3:46  |
| 6.  | Quicktime                                       | 3:40  |
| 7.  | Flexin' & Finessin (с участието на Джуйси Джей) | 3:26  |
| 8.  | 1 800 BONE                                      | 3:10  |
| 9.  | Bac 2 Tha Future (My Time)                      | 1:59  |
| 10. | Golddust                                        |       |
| 11. | Outro                                           |       |